# Opisthoxia vitenaria
Opisthoxia vitenaria är en fjärilsart som beskrevs av William Schaus 1923. Opisthoxia vitenaria ingår i släktet Opisthoxia och familjen mätare. Inga underarter finns listade i Catalogue of Life.